# Girl Happy (альбом)
| Оценки критиков | Оценки критиков |
| Источник        | Оценка          |
| --------------- | --------------- |
| AllMusic        | [ 1 ]           |

Girl Happy — студийный альбом Элвиса Пресли, представлявший собой саундтрек к одноимённому фильму с его участием («Счастлив с девушкой», вышедшему на экраны в 1965 году).
Альбом поступил в продажу 2 марта 1965 года. В США он поднялся на 8 место в альбомном чарте Billboard Top LP’s (американского журнала «Билборд»).
По продажам в США альбом был 15 июля 1999 года Американской ассоциацией звукозаписывающих компаний сертифицирован золотым.

## История
Саундтрек был записан в июне 1964 года в студии «Radio Recorders» в Голливуде, штат Калифорния. Музыкальный альбом с одноимённым названием был выпущен в апреле 1965 года.

## Список композиций
| №  | Название                              | Автор(ы)                               | {{{extra_column}}} | Длительность |
| -- | ------------------------------------- | -------------------------------------- | ------------------ | ------------ |
| 1. | «Girl Happy»                          | Doc Pomus and Norman Meade             | June 10, 1964      | 2:07         |
| 2. | «Spring Fever»                        | Bernie Baum, Bill Giant, Florence Kaye | June 11, 1964      | 1:52         |
| 3. | «Fort Lauderdale Chamber of Commerce» | Sid Tepper and Roy C. Bennett          | June 11, 1964      | 1:32         |
| 4. | «Startin' Tonight»                    | Lenore Rosenblatt, Victor Millrose     | June 12, 1964      | 1:19         |
| 5. | «Wolf Call»                           | Bernie Baum, Bill Giant, Florence Kaye | June 12, 1964      | 1:26         |
| 6. | «Do Not Disturb»                      | Bernie Baum, Bill Giant, Florence Kaye | June 11, 1964      | 1:52         |

| №  | Название                         | Автор(ы)                               | {{{extra_column}}} | Длительность |
| -- | -------------------------------- | -------------------------------------- | ------------------ | ------------ |
| 1. | «Cross My Heart and Hope to Die» | Ben Weisman and Sid Wayne              | June 11, 1964      | 1:55         |
| 2. | «The Meanest Girl in Town»       | Joy Byers                              | June 10, 1964      | 1:55         |
| 3. | «Do the Clam»                    | Ben Weisman, Dolores Fuller, Sid Wayne | June 12, 1964      | 3:20         |
| 4. | «Puppet on a String»             | Sid Tepper and Roy C. Bennett          | June 10, 1964      | 2:39         |
| 5. | «I've Got to Find My Baby»       | Joy Byers                              | June 11, 1964      | 1:35         |
| 6. | «You'll Be Gone» (bonus track)   | Elvis Presley, Charlie Hodge, Red West | March 18, 1962     | 2:23         |

Альбом-саундтрек включил «бонус трек» — «You'll Be Gone», который не был в кино. «You’ll Be Gone» был записан в 1961 году. Песня была написана в соавторстве Элвиса Пресли с Редом Вестом и Чарли Хаджем. Другая песня, написанная Пресли — «That's Someone You Never Forget» стала финальным треком LP-альбома — Pot Luck, выпущенный в 1962 году. «You’ll Be Gone» был выпущен в формате 7" под лейблом «RCA Victor» (сингл 1965 года с «Б» стороной — «Do the Clam»). «Do the Clam» достиг позиции #21 в музыкальном хит-параде «Billboard Hot 100» и оставался в чарте в течение 8 недель, в то врем как «You’ll Be Gone» находился под 121 номером.
Ред Вест вспоминал, что песня«You'll Be Gone» была основана на идее или предложении Элвиса написать новый текст для песни 1935 года — «Begin the Beguine», написанной известным американским композитором Колом Портером из мюзикла Jubilee. Вест говорил: «Элвис записал 'It’s Now Or Never', и хотел взять другой старый стандарт, который мог бы стать великолепной песней с изменённым текстом… Он сказал, что 'мне нравится песня „Begin the Beguine“. Мне нравится мелодия, но я хотел бы включить новый текст в неё». Когда Кол Портер отказал в разрешении изменять текст песни, Пресли, Вест и Чарли Хадж начали работу над созданием нового текста и новой музыки для песни, которая получила название — «You’ll Be Gone».

## Состав музыкантов
- Элвис Пресли — вокал
- The Jordanaires — бэк-вокалы
- The Jubilee Four — бэк-вокалы
- Carol Lombard Trio — бэк-вокалы
- Скотти Мур, Билли Стрэнж, Томми Тедеско — гитара
- Боб Мур — бас-гитара
- Доминик Фонтана, Бадди Харман, Фрэнк Карлсон — барабаны
- Флойд Крамер — фортепиано
- Бутс Рэндольф — саксофон